# 天主教阿特拉科穆爾科教區
天主教阿特拉科穆爾科教區（拉丁語：Dioecesis Atlacomulcana）是墨西哥一個羅馬天主教教區，屬托盧卡總教區。
教區成立於1984年11月3日，位於墨西哥州西北部。2012年有教友941,000人（佔轄區總人口98.2%）、六十六個堂區、114名司鐸。現任教區主教為奧迪隆·馬丁內斯-加西亞。